# Fritiof Sjöstrand
Fritiof Stig Sjöstrand (* 5. November 1912 in Stockholm; † 6. April 2011 in Los Angeles) war ein schwedischer Histologe und Pionier der Elektronenmikroskopie in der Zellbiologie.

## Leben
Sjöstrand studierte ab 1933 Medizin am Karolinska-Institut in Stockholm mit Abschluss 1941 und Promotion 1945. Zunächst befasste er sich mit Polarisationsmikroskopie, erfuhr aber 1938 von der neuen Technik der Elektronenmikroskopie. Manne Siegbahn plante den Bau eines Elektronenmikroskops in Schweden, und Sjöstrand war an diesem Projekt beteiligt. Er entwickelte eine neue Ultramikrotom-Technik, um ultradünne Schnittpräparate für Elektronenmikroskope anzufertigen mit minimaler Verzerrung. Sein Verfahren wurde 1943 in einem Nature-Artikel veröffentlicht. Von ihm stammen die ersten elektronenmikroskopischen hochauflösenden Bilder von Mitochondrien. 1947/48 war er am Massachusetts Institute of Technology und gründete nach seiner Rückkehr ein Labor für Elektronenmikroskopie am Karolinska-Institut. Ab 1949 war er dort außerordentlicher Professor für Anatomie und von  bis 1962 war Leiter der Abteilung Histologie und Professor für Histologie. 1959 wurde er Gastprofessor an der University of California, Los Angeles (UCLA), wo er in der Fakultät für Zoologie 1960 eine volle Professur erhielt. Er war dort Gründungsmitglied des Instituts für Molekularbiologie. 1983 wurde er emeritiert.
Neben Mitochondrien untersuchte er besonders den Aufbau der Retina.
1971 erhielt er den Paul-Ehrlich-und-Ludwig-Darmstaedter-Preis, 1967 die Anders Retzius Goldmedaille und 1992 den Distinguished Scientist Award der Electron Microscopy Society of America, deren Ehrenmitglied er war (ebenso wie der schwedischen und japanischen Gesellschaft für Elektronenmikroskopie). Er war Ehrendoktor der Universität Siena (1974) und der Northeastern Hill University in Shillong (Indien). Er war seit 1965 Mitglied der American Academy of Arts and Sciences.
1957 gründete er das Journal of Structural Biology (damals und bis 1990 Journal of Ultrastructure Research), dessen Herausgeber er bis 1990 war.
Er war verheiratet und seine Frau Birgitta arbeitete mit ihm in seinem Labor zusammen. In seiner Freizeit lief er Kurzstrecken und malte.